# Colona archboldiana
Colona archboldiana là một loài thực vật có hoa trong họ Cẩm quỳ. Loài này được Elmer Drew Merrill và Lily May Perry mô tả khoa học đầu tiên năm 1939.